# جيريمي كارفر
جيريمي كارفر (بالإنجليزية: Jeremy Carver)‏ هو منتج تلفزيوني وكاتب سيناريو أمريكي، ولد في 1950 في الولايات المتحدة.

## وصلات خارجية
- جيريمي كارفر على موقع IMDb (الإنجليزية)
- جيريمي كارفر على موقع ألو سيني (الفرنسية)
- جيريمي كارفر على موقع قاعدة بيانات الفيلم (الإنجليزية)
- جيريمي كارفر على موقع كينوبويسك (الروسية)